# アジア台風ショー
『アジア台風ショー』（アジア・たいふう・ショー）は1991年に放送されていたフジテレビジョンの深夜番組。
JOCX-TV+のゾーン枠内で放送されていたもので、シンガポール国営テレビ（シンガポール放送協会（SBC）、現：メディアコープ）との共同制作で放送されていたクイズ形式のバラエティー番組である。司会は大木凡人、ルビー・モレノであった。

## スタッフ
- 協力：シンガポール共和国大使館 参事官(産業)事務所
- 企画：金光修・岡村稔（共にフジテレビ）
- 構成：藤岡俊幸・石田章洋（共にフォーチュンスープ）
- 技術プロデューサー：黄土瑆（シンガポール国営テレビ）
- TD：佐々木信一（共同テレビ）、陳哲伜（シンガポール国営テレビ）
- CAM：渡辺宗敏（共同テレビ）、黄国民・RAHMAT RAWI・NSHARUDIN・陳貴利（共にシンガポール国営テレビ）
- VE：林桂伜（シンガポール国営テレビ）
- AUD：陳永昌・沈布杈・ABDUL RASHID（共にシンガポール国営テレビ）
- LD：陳正坒・王貫容（共にシンガポール国営テレビ）
- 美術：李仕心・湮佛平（共にシンガポール国営テレビ）
- リサーチ：叶定基（シンガポール国営テレビ）
- 協力：日本エアシステム
- 衣裳：保沢紀（東京衣裳）
- 衣裳協力：ALBA ROSA
- CGタイトル：伊原正徳（フジテレビ）
- 編集：篠田孝裕、金本一仁
- 整音：蛯原浩彦
- 音響効果：志田博英、田中寿一
- TK：山本悦子
- 演出補：中山幹雄（共同テレビ）、芯朋英（シンガポール国営テレビ）
- 演出：西山仁（共同テレビ）、寺島美津男（ルマン）、郭三寺中（シンガポール国営テレビ）
- プロデューサー：細川邦夫（共同テレビ）、郭元宝（シンガポール国営テレビ）
- 制作協力：共同テレビ／シンガポール国営テレビ
- 制作著作：フジテレビ

## ネット局
| 放送対象地域   | 放送局           | 系列           | 放送日時                    | ネット状況 |
| -------------- | ---------------- | -------------- | --------------------------- | ---------- |
| 関東広域圏     | フジテレビ（CX） | フジテレビ系列 | 木曜（水曜深夜）0:40 - 1:10 | 制作局     |
| 宮城県         | 仙台放送（OX）   | フジテレビ系列 | 日曜（土曜深夜）2:25 - 2:55 | 時差ネット |
| 岡山県・香川県 | 岡山放送（OHK）  | フジテレビ系列 | 水曜（火曜深夜）1:30 - 2:00 | 時差ネット |